# Лейнсберг (тауншип, Миннесота)
Лейнсберг (англ. Lanesburgh) — тауншип в округе Ле-Сур, Миннесота, США. На 2000 год его население составило 2074 человека.

## География
По данным Бюро переписи населения США площадь тауншипа составляет 89,2 км², из которых 85,3 км² занимает суша, а 3,9 км² — вода (4,41 %).

## Демография
По данным переписи населения 2000 года здесь находились 2 074 человека, 628 домохозяйств и 545 семей.  Плотность населения —  24,3 чел./км².  На территории тауншипа расположено 637 построек со средней плотностью 7,5 построек на один квадратный километр. Расовый состав населения: 98,99 % белых, 0,05 % афроамериканцев, 0,05 % коренных американцев, 0,14 % азиатов, 0,29 % — других рас США и 0,48 % приходится на две или более других рас. Испанцы или латиноамериканцы любой расы составляли 0,58 % от популяции тауншипа.
Из 628 домохозяйств в 53,0 % воспитывались дети до 18 лет, в 81,5 % проживали супружеские пары, в 3,3 % проживали незамужние женщины и в 13,2 % домохозяйств проживали несемейные люди. 9,7 % домохозяйств состояли из одного человека, при том 4,0 % из — одиноких пожилых людей старше 65 лет. Средний размер домохозяйства — 3,28, а семьи — 3,52 человека.
35,2 % населения младше 18 лет, 5,7 % в возрасте от 18 до 24 лет, 34,6 % от 25 до 44, 17,9 % от 45 до 64 и 6,5 % старше 65 лет. Средний возраст — 33 лет. На каждые 100 женщин приходилось 100,2 мужчин.  На каждые 100 женщин старше 18 приходилось 103,2 мужчины.
Средний годовой доход домохозяйства составлял 62 986 долларов, а средний годовой доход семьи —  65 083 доллара. Средний доход мужчин —  39 769  долларов, в то время как у женщин — 26 555. Доход на душу населения составил 20 782 долларов. За чертой бедности находились 2,7 % семей и 3,4 % всего населения тауншипа, из которых 2,0 % младше 18 и 14,2 % старше 65 лет.